# Liste der Biografien/Klj
Liste der Biografien |
Portal Biografien |
Personensuche
# |
A |
B |
C |
D |
E |
F |
G |
H |
I |
J |
K |
L |
M |
N |
O |
P |
Q |
R |
S |
T |
U |
V |
W |
X |
Y |
Z |
?
 
Ka |
Kb |
Kc |
Kd |
Ke |
Kf |
Kg |
Kh |
Ki |
Kj |
Kl |
Km |
Kn |
Ko |
Kp |
Kr |
Ks |
Kt |
Ku |
Kv |
Kw |
Ky |
Kx |
Kz
 
Kla |
Kld |
Kle |
Kli |
Klj |
Klo |
Klu |
Kly
Die Liste der Biografien führt alle Personen auf, die in der deutschsprachigen Wikipedia einen Artikel haben. Dieses ist eine Teilliste mit 34 Einträgen von Personen, deren Namen mit den Buchstaben „Klj“ beginnt.

## Klj

### Klja
- Kljaić, Nenad (* 1966), kroatischer Handballspieler und -trainer
- Kljaić, Velimir (1946–2010), kroatischer Handballspieler und -trainer
- Kljajević, Vesna (* 2005), montenegrinische Leichtathletin
- Kljatschin, Sergei Nikolajewitsch (* 1986), russischer Biathlet
- Kljatschkiwskyj, Dmytro (1911–1945), nationalistischer ukrainischer Politiker und Kommandeur bei der Ukrainischen AufstandsarmeeDmytro Kljatschkiwskyj (1911–1945)

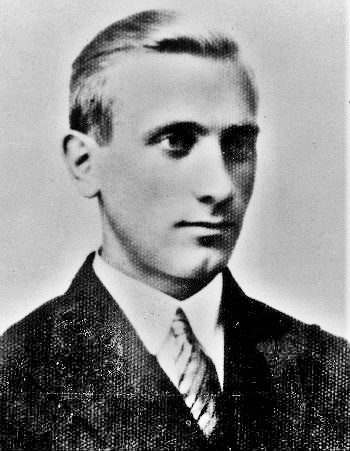
Dmytro Kljatschkiwskyj (1911–1945)

- Kljatschyna, Oksana (* 1997), ukrainische Radsportlerin
- Kljazkin, Michail Gerzowitsch (1897–1926), polnisch-russischer Schachspieler

### Klje
- Klještan, Sacha (* 1985), US-amerikanischer Fußballspieler
- Kljestow, Andrij (* 1997), ukrainischer Billardspieler
- Kljestowa, Anna (* 1995), ukrainische Billardspielerin

### Kljo
- Kljonowa, Marija Wassiljewna (1898–1976), russische Meeresgeologin

### Klju
- Kljugin, Sergei Petrowitsch (* 1974), russischer Hochspringer
- Kljugina, Wiktorija Jurjewna (* 1980), russische Hochspringerin
- Kljujew, Andrei Wladimirowitsch (* 1987), russischer Radrennfahrer
- Kljujew, Andrij (* 1964), ukrainischer Politiker
- Kljujew, Denis Wiktorowitsch (* 1973), russischer Fußballspieler und -trainer
- Kljujew, Juri Pawlowitsch (* 1960), sowjetischer Eisschnellläufer
- Kljujew, Konstantin Alexandrowitsch (* 1981), russischer Straßenradrennfahrer
- Kljujew, Nikolai Alexejewitsch (1884–1937), russischer Schriftsteller
- Kljujew, Serhij (* 1969), ukrainischer Politiker und Unternehmer
- Kljujewa, Jekaterina (* 1996), kasachische Tennisspielerin
- Kljujewa, Nina Georgijewna (1899–1971), russische bzw. sowjetische Mikrobiologin und Hochschullehrerin
- Kljuka, Swetlana Wassiljewna (* 1978), russische Mittelstreckenläuferin
- Kljukin, Alexander Nikolajewitsch (* 1957), russischer Politiker und Journalist
- Kljukin, Nikita Sergejewitsch (1989–2011), russischer Eishockeyspieler
- Kljukin, Wassili Wassiljewitsch (* 1976), russischer Bildhauer, Architekt und ehemaliger Geschäftsmann
- Kljukowa, Julija (* 1982), ukrainische Freestyle-Skierin
- Kljun, Iwan Wassiljewitsch (1873–1943), russischer Maler, Avantgardekünstler (Suprematismus, Konstruktivismus), Grafiker und Bildhauer
- Kljusev, Nikola (1927–2008), jugoslawischer bzw. mazedonischer Ökonom und Politiker
- Kljusner, Boris Lasarewitsch (1909–1975), russischer Komponist
- Kljutscharjowa, Natalja Lwowna (* 1981), russische Schriftstellerin
- Kljutschewski, Wassili Ossipowitsch (1841–1911), russischer Historiker
- Kljutschko, Oleksandr (* 1984), ukrainischer Boxer
- Kljutschnikow, Juri Wiktorowitsch (* 1983), russischer Eishockeytorwart